# うれしくて/ときめき
- プリキュアシリーズ
  - プリキュアオールスターズ > 映画 プリキュアオールスターズF > うれしくて
  - Yes!プリキュア5/5GoGo!/ふたりはプリキュア Splash Star > キボウノチカラ〜オトナプリキュア'23〜 > ときめき

『うれしくて/ときめき』は、いきものがかりの34作目のシングル。「うれしくて」と「ときめき」との両A面シングル。エピックレコードジャパンから12cmCD・デジタル・ダウンロード・ストリーミング配信で2023年9月13日に発売された。

## 背景・リリース
CDシングルとしては前作「BAKU」以来およそ2年半ぶりのリリース作品となる。
両曲とも「プリキュアシリーズ」とのタイアップとなっている。

## テレビ披露
| 放送日         | 番組名                                 | 放送局     | 披露曲                           | 出典          |
| -------------- | -------------------------------------- | ---------- | -------------------------------- | ------------- |
| 2023年7月15日  | 音楽の日                               | TBSテレビ  | 「うれしくて」                   | [ 5 ] [ 6 ]   |
| 2023年9月29日  | ミュージックステーション               | テレビ朝日 | 「うれしくて」 「じょいふる」    | [ 7 ]         |
| 2023年11月21日 | うたコン                               | NHK総合    | 「ブルーバード」 「ときめき」    | [ 8 ] [ 9 ]   |
| 2023年11月30日 | SONGS                                  | NHK総合    | 「笑顔」 「SAKURA」 「ときめき」 | [ 10 ] [ 11 ] |
| 2023年12月4日  | CDTVライブ!ライブ!                     | TBSテレビ  | 「ときめき」                     | [ 12 ]        |
| 2023年12月22日 | ミュージックステーションスーパーライブ | テレビ朝日 | 「ときめき」                     | [ 13 ]        |
| 2023年12月25日 | 明石家紅白!                            | NHK総合    | 「ときめき」                     | [ 14 ]        |

## 収録曲
1. うれしくて
  - 作詞・作曲：水野良樹／編曲：蔦谷好位置・長橋健一
  - 東映系アニメ映画「映画 プリキュアオールスターズF」主題歌[2]
  - 朝日放送テレビ・テレビ朝日系列テレビアニメ『ひろがるスカイ!プリキュア』エンディングテーマ（第33話・第34話）
2. ときめき
  - 作詞・作曲：水野良樹／編曲：島田昌典
  - 「プリキュアシリーズ」20周年記念ソング[2]
  - NHK Eテレ「キボウノチカラ〜オトナプリキュア'23〜」オープニングテーマ[4]
3. うれしくて-instrumental-
4. ときめき-instrumental-

## 参加ミュージシャン
うれしくて
Strings：門脇大輔ストリングス
Piccolo：林広真
Flute：坂本圭・羽鳥美紗紀
Oboe：最上峰行・多田敦美・紺野菜実子
Clarinet：中ヒデヒト・亀居優斗・笹岡航太
Trumpet：川上鉄平・中野勇介・田中充
Horn：福川伸陽・五十畑勉・坂東裕香・熊井優
Chorus：Zinee・メロディー・チューバック・AYACA・野崎真央
Programming&All other instruments：蔦谷好位置・長橋健一
ときめき
Strings：門脇大輔ストリングス
Drums：髭白健
Bass：安達貴史
Electric&Acoustic Guitar：佐々木''コジロー''貴之
Acoustic Piano,Organ&All other instruments：島田昌典

## 収録アルバム
| 曲名       | 作品名 | 備考 |
| ---------- | ------ | ---- |
| うれしくて | ○      |      |
| ときめき   | ○      |      |